# Référendums liechtensteinois de 1992
Cinq référendums ont lieu au Liechtenstein en 1992. Le premier le 15 mars sur l'extension des référendums facultatifs aux traités internationaux. Le deuxième le 28 juin sur l'âge d'obtention du droit de vote. Les deux suivants le 8 novembre sur la suppression du seuil électoral de 8 % et sur un amendement constitutionnel contre les discriminations. Enfin, le dernier a lieu le 13 décembre sur l'entrée dans l'Espace économique européen.

## Référendum du 15 mars sur les traités internationaux

### Contenu
Le référendum porte sur l'extension explicite de l'objet des référendums facultatifs aux traités internationaux.

### Contexte
Il s'agit d'une initiative populaire promue par la Chambre de commerce en prévision de l'accession imminente du Liechtenstein à l'Espace économique européen (EEE). Elle propose d'introduire un article 66bis à la constitution du Liechtenstein afin qu'il soit explicitement possible d'organiser un référendum facultatif sur les traités internationaux conclus par le gouvernement dans le cadre de l'article 8. 
Un tel référendum doit avoir lieu si plus de quatre communes ou plus de 1500 inscrits sur les listes électorales en signent la demande, selon l'article 64 de la constitution. La majorité des voix est alors nécessaire pour valider la décision du Landtag. Les modalités d'organisation du référendum sont explicitées par la loi.
L'initiative ayant réunie les signatures de plus de 1 500 inscrits, elle est présentée au Landtag dans le cadre de l'article 64-2 de la constitution. Le parlement la rejette le 12 décembre 1991, entraînant sa mise en votation.

### Résultats
| Choix                           | Votes  | %     |
| ------------------------------- | ------ | ----- |
| Pour                            | 6 281  | 71,42 |
| Contre                          | 2 513  | 28,58 |
| Votes blancs et invalides       | 181    | –     |
| Total                           | 8 975  | 100   |
| Inscrits/Participation          | 13 870 | 64,71 |
| Source: Démocratie Directe (de) |        |       |

Le nouvel article de la constitution est mis en application prévu pour lors du référendum sur l'entrée dans l'EEE en décembre de la même année.

## Référendum du 28 juin sur l'âge d'obtention du droit de vote

### Contenu
Le référendum porte sur l'abaissement de 20 à 18 ans de l'âge de la majorité concernant le droit de vote.

### Contexte
Le projet du Landtag prend la forme d'un amendement constitutionnel de l'article 29-2 de la Constitution du Liechtenstein étendant le droit de vote à tous les citoyens de plus de 18 ans ayant leur ré&sidence permanente dans le pays.
Il s'agit d'un référendum facultatif constitutionnel d'origine parlementaire : le Landtag décide de soumettre le projet de loi à la votation populaire dans le cadre de l'article 66 de la constitution et de l'article 111 concernant les amendements constitutionnels.

### Résultats
| Choix                           | Votes  | %     |
| ------------------------------- | ------ | ----- |
| Pour                            | 2 184  | 43,70 |
| Contre                          | 2 814  | 56,30 |
| Votes blancs et invalides       | 82     | –     |
| Total                           | 5 080  | 100   |
| Inscrits/Participation          | 13 925 | 36,49 |
| Source: Démocratie Directe (de) |        |       |

## Référendum du 8 novembre sur le seuil électoral

### Contenu
Le référendum porte sur la suppression du seuil électoral de 8 % aux élections législatives.

### Contexte
Depuis les Élections silencieuses de 1939 et jusqu'en 1963 les élections au Landtag ont lieu avec un seuil électoral de 18 %.
Lors des élections législatives de 1962, le Parti Social Chrétien échoue à remporter un siège en ne rassemblant que 10,1 % des suffrages, ce qui provoque la déposition d'un recours auprès de la Cour Constitutionnelle. Cette dernière annule la même année le seuil de 18 % de la loi électorale, le jugeant inconstitutionnel. Un seuil de 8 % est inscrit dans une nouvelle loi électorale approuvée par la population lors du référendum liechtensteinois de 1972.
Il s'agit d'une initiative populaire constitutionnelle de la Liste libre proposant de supprimer l'article 46-3 de la constitution du Liechtenstein sur le quorum de 8 % en vigueur pour les élections au Liechtenstein.
Le seuil de 1 500 inscrits pour un amendement constitutionnel ayant été atteint, l'initiative est envoyé devant le Landtag dans le cadre de l'article 64.2 de la constitution. Le parlement la rejette, entraînant sa mise en votation.

### Résultats
| Choix                           | Votes  | %     |
| ------------------------------- | ------ | ----- |
| Pour                            | 2 373  | 32,34 |
| Contre                          | 4 964  | 67,66 |
| Votes blancs et invalides       | 143    | –     |
| Total                           | 7 480  | 100   |
| Inscrits/Participation          | 13 979 | 53,50 |
| Source: Démocratie Directe (de) |        |       |

## Référendum du 8 novembre sur les discriminations

### Contenu
Le référendum porte sur un amendement à la constitution interdisant de manière générale toutes les discriminations.

### Contexte
Il s'agit d'une initiative populaire constitutionnelle de la Liste libre proposant d'ajouter à l'article 31bis de la constitution du Liechtenstein un passage interdisant les discriminations.
Le seuil de 1 500 inscrits pour un amendement constitutionnel ayant été atteint, l'initiative est envoyé devant le Landtag dans le cadre de l'article 64.2 de la constitution. Le parlement la rejette, entraînant sa mise en votation.

### Résultats
| Choix                           | Votes  | %     |
| ------------------------------- | ------ | ----- |
| Pour                            | 1 782  | 24,56 |
| Contre                          | 5 473  | 75,44 |
| Votes blancs et invalides       | 224    | –     |
| Total                           | 7 479  | 100   |
| Inscrits/Participation          | 13 979 | 53,50 |
| Source: Démocratie Directe (de) |        |       |

## Référendum du 13 décembre sur l'Espace économique européen

### Contenu
Le référendum porte sur l'entrée dans l'Espace économique européen (EEE).

### Contexte
Le Landtag approuve le traité le 21 novembre 1992 par 19 voix contre 5. Il s'ensuit un débat très vif sur la date d'organisation d'un référendum après lequel le gouvernement tranche le 28 novembre en décidant de fixer la date après celui ayant lieu en Suisse, pays auquel le Liechtenstein est lié depuis l'entre-deux-guerres par un traité d'union douanière incompatible avec une entrée de l'un sans l'autre dans l'EEE.
Il s'agit d'un référendum facultatif constitutionnel d'origine parlementaire : le Landtag décide de soumettre le projet de loi à la votation populaire dans le cadre de l'article 66bis de la constitution sur les traités internationaux.

### Résultats
| Choix                           | Votes  | %     |
| ------------------------------- | ------ | ----- |
| Pour                            | 6 722  | 55,81 |
| Contre                          | 5 322  | 44,19 |
| Votes blancs et invalides       | 120    | –     |
| Total                           | 12 164 | 100   |
| Inscrits/Participation          | 13 982 | 87,00 |
| Source: Démocratie Directe (de) |        |       |

Malgré le résultat positif, le gouvernement décide de geler l'accession à l'Espace économique européen, la Suisse voisine ayant elle rejeté ce dernier lors d'une votation populaire. 
L'EEE est mise en place deux ans plus tard, le Liechtenstein ne le rejoignant finalement l'année suivante qu'après des négociations et un second référendum.